# Alençonska čipka
Alençonska čipka, poznata i kao kraljica čipke, je vrsta čipke koja potječe iz grada Alençona (Donja Normandija, Francuska). Alençonski vez (francuski: point d’Alençon) je posebna tehnika čipkarenja koja je neobična zbog potrebne velike razine majstorstva i dugotrajnog postupka kojim u sedam sati rada nastaje tek 1 cm² čipke. Svaka pojedinačna alençonske čipka se sastoji od nekoliko dizajna koji su povezani fino izvezenom mrežom niti, a služila je kao ukrasni detalj svjetovne i crkvene odjeće. Kako bi se naučio alençonski vez potrebno je sedam do deset godina obuke koja se temelji na bliskošću majstora čipkara i njegovog šegrta, te prijenosu znanja isključivo kroz praktičan rad. Zbog toga je umješnost izrade alençonske čipke upisana na UNESCO-ov popis nematerijalne svjetske baštine u Europi 2010. god.

## Odlike
Alençonska čipka nastaje u nekoliko sukcesivnih etapa: crtanje i bockanje nacrta na pergament, crtanje obrisa nacrta i stražnji vez, potom uobičajeni vez dizajna, sjenčenje i spajanje šavovima, ukrašavanje dizajna i izvezivanje reljefa. Potom se čipka skida s pergamenta žiletom, podrezuje i naposljetku se šavovi kojima su dizajni spojeni poliraju kliještima jastoga.

### Povijest
Čipkarstvo u Alençonu je započelo u 16. stoljeću, a nakon što je Jean-Baptiste Colbert 1665. godine, tijekom vladavine Luje 14., osnovao kraljevsku radionicu za izradu mletačke čipke, ono se snažno razvilo. Ova radionica je nastala kako bi se ograničila ovisnost dvora o uvozu inozemne čipke. Nije trebalo dugo da lokalni majstori preoblikuju mletačku čipku i već do 1675. godine nastala je jedinstvena i originalna alençonska čipka.
Nakon Francuske revolucije 1789. god. potražnja za alençonskom čipkom je opala, ali se obnovila tijekom Drugog Francuskog Carstva (1852.-70.), ali je pri kraju 19. stoljeća potpuno ispala iz mode i potpuno ju je potisnula mnogo jeftinija tvornička čipka.
Alençonski vez su tijekom ovog razdoblja sačuvale samo karmelićanke u Alençonskom samostanu. Tek 1976. godine osnovana je Državna radionica čipke kako bi se sačuvale tehnike njezine proizvodnje. Također, u središtu grada, odmah pored radionice, postavljena je stalna izložba alençonske čipke u Muzeju likovnih umjetnosti i čipke ( Musée des Beaux Arts et de la Dentelle). Radionica je otvorena za javnost samo nekoliko dana godišnje.

## Vanjske poveznice
- Povijest Alenconske čipke (engl.)
- Ilustrirani opis alenconskog veza (engl.)
- Video primjer na youtube-u (fr.)